# Lanî, Peremîșleanî
Lanî (în ucraineană Лани) este localitatea de reședință a comunei Lanî din raionul Peremîșleanî, regiunea Liov, Ucraina.

## Demografie
Componența lingvistică a localității Lanî
     Ucraineană (100%)
Conform recensământului din 2001, toată populația localității Lanî era vorbitoare de ucraineană (100%).